# Liste der Test Matches der namibischen Frauen-Rugby-Union-Nationalmannschaft
Die nachfolgende Liste enthält alle Test Matches bzw. Länderspiele der namibischen Rugby-Union-Nationalmannschaft der Frauen. Namibia bestritt das erste Spiel am 19. Oktober 2013 gegen die Auswahl Botswanas.

## Liste
Legende
- Erg. = Ergebnis
- n. V. = nach Verlängerung
- H = Heimspiel
- A = Auswärtsspiel
- N = Spiel auf neutralem Platz
- Hintergrundfarbe grün = Sieg
- Hintergrundfarbe gelb = Unentschieden
- Hintergrundfarbe rot = Niederlage

| Nr. | Datum      | Erg.  | Gegner    |   | Austragungsort | Anlass                   | Bemerkung                                                      |
| --- | ---------- | ----- | --------- | - | -------------- | ------------------------ | -------------------------------------------------------------- |
| 01. | 19.10.2013 | 31:10 | Botswana  | H | Windhoek       | Freundschaftsspiel       | erstes Länderspiel überhaupt erstes Länderspiel gegen Botswana |
| 02. | 13.11.2021 | 5:75  | Sambia    | H | Windhoek       | Freundschaftsspiel       | erstes Länderspiel gegen Sambia                                |
| 03. | 19.06.2022 | 0:72  | Simbabwe  | A | Kapstadt       | Afrikameisterschaft 2022 | erstes Länderspiel gegen Simbabwe                              |
| 04. | 23.06.2022 | 3:128 | Südafrika | A | Windhoek       | Afrikameisterschaft 2022 | erstes Länderspiel gegen Südafrika                             |

## Statistik
Stand: 23. Juni 2022
| Land      | Spiele | Gewonnen | Unent- schieden | Verloren | % Siege |
| --------- | ------ | -------- | --------------- | -------- | ------- |
| Botswana  | 1      | 1        | 0               | 0        | 100,00  |
| Sambia    | 1      | 0        | 0               | 1        | 0,00    |
| Simbabwe  | 1      | 0        | 0               | 1        | 0,00    |
| Südafrika | 1      | 0        | 0               | 1        | 0,00    |
| Gesamt    | 4      | 1        | 0               | 3        | 25,0    |